# Wendy Weinberg
Wendy Weinberg (Baltimora, 27 giugno 1958) è un'ex nuotatrice statunitense.
Vinse la medaglia di bronzo negli 800 metri stile libero alle Olimpiadi di Montreal 1976.
Vinse, inoltre, la medaglia d'oro negli 800 metri stile libero ai Giochi Panamericani di Città del Messico 1975.